# Луппов, Владимир Васильевич
Владимир Васильевич Луппов (1897—1944) — советский военачальник, командир 71-й механизированной бригады, генерал-майор (посмертно). Герой Советского Союза (посмертно).

## Биография
Родился в селе Люк (ныне Балезинского района Удмуртии) в семье чиновника. По национальности русский. После окончания в 1915 году 6 классов Глазовской гимназии поступил в юнкерское училище на ускоренный курс. Участвовал в Первой мировой войне в чине подпоручика. В августе 1918 года вступил в Красную армию, в её составе участвовал в Гражданской войне. Прошёл путь от Вятских Полян до Омска, командовал батальоном. После воевал на Западном фронте. В 1920 году награждён Орденом Красного Знамени. В 1928 году окончил курсы при Военной академии имени Фрунзе, а в 1931 — курсы усовершенствования командного состава. Участвовал в боях на озере Хасан.
В 1938 году был уволен из РККА, вскоре арестован, 100 дней провёл в камере смертников. Затем освобождён и восстановлен в звании. С 1939 года преподавал в академии имени Фрунзе.

### Великая Отечественная война
На фронте с июля 1941 года. Воевал на Западном, Брянском, Юго-Западном, Воронежском и 1-м Украинском фронтах. Дважды был ранен. В 1942 году вступил в ВКП(б).
В 1943 году награждён орденом Красной Звезды. С августа 1943 года — на Воронежском фронте, заместитель командира гвардейской мотострелковой бригады 7-го гвардейского танкового корпуса.
В сентябре части бригады за двое с половиной суток прошли почти 200 километров, вышли к Днепру и с ходу форсировали его в районе Великого Букрина, отвоевали небольшой плацдарм. Расположение командного пункта практически на передовой линии улучшало координацию действий частей, но создавало ему непосредственную угрозу. 29 сентября произошло вражеское нападение. Две атаки были отбиты, Владимир Васильевич награждён вторым орденом Красного Знамени.
В октябре, будучи полковником, был назначен командиром 71-й механизированной бригадой 9-го механизированного корпуса 3-й гвардейской танковой армии, которую перебросили в район Киев-Фастов для осуществления рейда в тыл противника, участвовал в разгроме Коростышевской группировки противника. Продвигаясь в южном направлении вслед за танковыми частями, бригада освободила город Фастов и железнодорожную станцию Попельня, продвинулась на запад и заняла оборону, закрыв противнику выход из окружения. Мотострелки удерживали позиции полмесяца, не отступив.
9 декабря 1943 года в штаб фронта был представлен наградной материал на звание Героя Советского Союза для командира 71-й механизированной бригады полковника Владиимира Луппова.
В начале января 1944 года был контужен взрывом мины.

### Последний бой

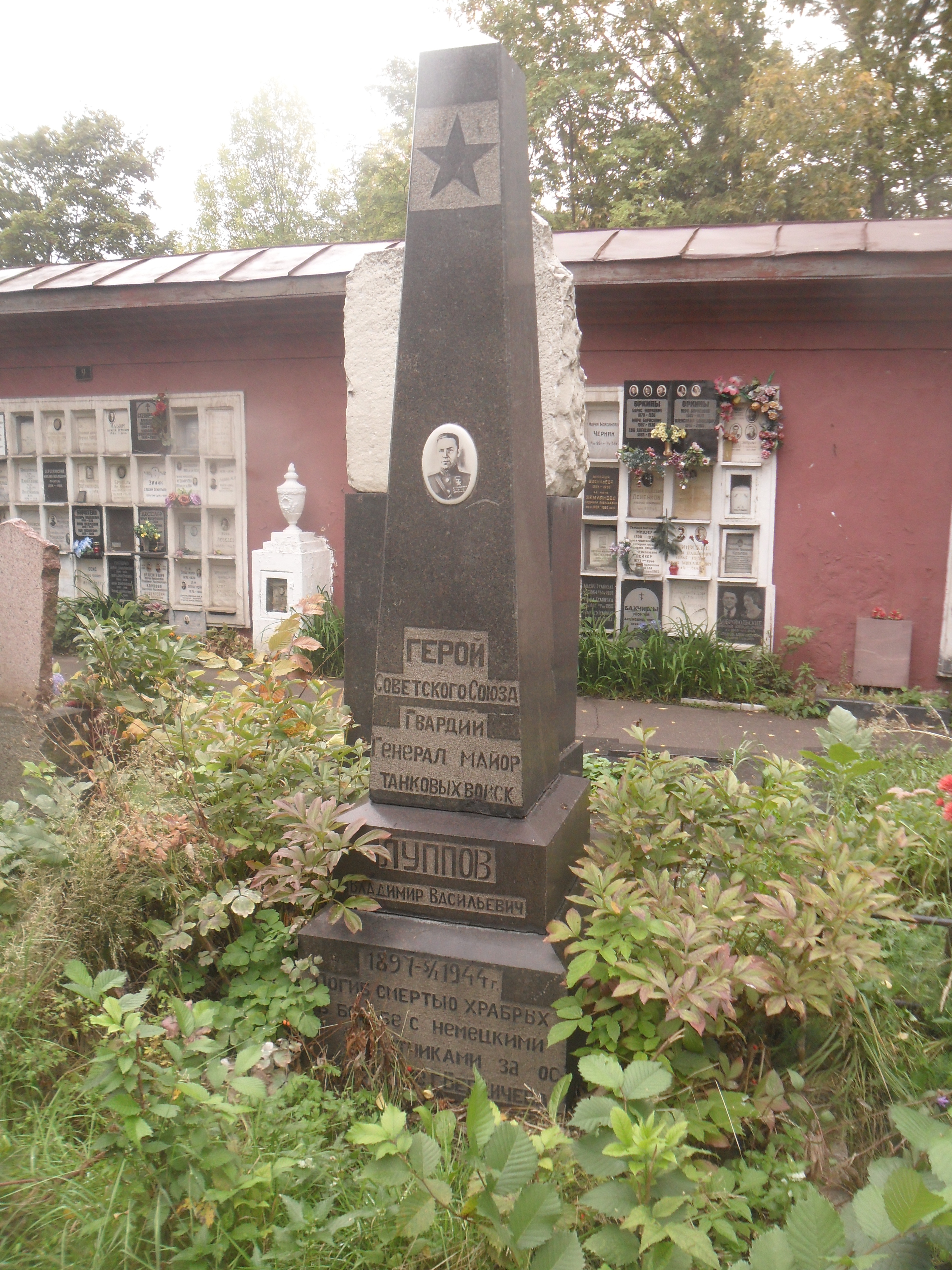
Могила Луппова на Новодевичьем кладбище Москвы

Луппов В. В. на стеле Героев в Кезе

В ночь с 4 на 5 января корпус из 7 танков и 3 мотострелковых батальонов, несмотря на тяжёлое состояние командующего, невзирая на отвратительные погодные условия — проливной дождь, размочивший дороги и ухудшивший ориентировку, двинулся в рейд за линию фронта. Отправил бригаду не на Бердичев, как естественно ожидал противник, а резко повернул её на юг, тем самым спутав ему все карты.
Как только две другие бригады корпуса овладели селом Пятка, повёл бригаду по шоссе Чуднов-Бердичев на юго-восток до села Малосёлка. Здесь стояла вражеская пехотная часть, определить силы которой ночью было невозможно. Подойдя к селу во главе танковой группы, комбриг приказал мотострелковым бригадам охватить село со всех сторон, а затем атаковать.
Танки бурей ворвались на улицы. Вражеские солдаты, не успев разбежаться, полегли под огнём мотострелковых батальонов. Село было очищено в течение часа, в бою уничтожено 3 вражеских танка, 1 самоходка, до 200 вражеских солдат и офицеров.
Дальше путь бригады лежал в сторону села Демчин. Двигаться пахотным полем по раскисшей земле было чрезвычайно трудно: орудия, машины и бронетранспортёры постоянно застревали в ямах, рытвинах и канавах. Артиллеристам и машинам помогала пехота.
Через полтора часа бригада вышла к селу и железнодорожной станции Демчин. Гарнизон в селе и на станции был застигнут врасплох. Истребив до двухсот рот фашистов, раздавив около двух десятков машин и полсотни повозок, бригада, не задерживаясь, бросилась вдаль железной дороги на запад, в сторону села и станции Рачки. Здесь уничтожили два танка и самоходку, разгромили до трёх рот пехоты и захватили эшелоны с горючим и боеприпасами.
Этот сравнительно короткий рейд по тылам врага, совершённый по резко ломаному маршруту, внёс смятение в стаи противника. В одном крупном штабе гитлеровцев появились данные о том, что на их тылы обрушилось не менее полусотни советских танков и чуть ли не стрелковая дивизия.
После взятия Рачкова решил закрепиться. Начинался рассвет. Надо было привести бригаду в порядок, подготовиться к отпору врага, а с наступлением ночи двинуться дальше — в сторону Райгородка, к которому должен был выйти 9-й механизированный корпус, чтобы отрезать противнику пути выхода из Бердичева.
Но днём 5 января обстановка для бригады сложилась тяжёлая — комбриг потерял связь с командиром корпуса — снарядом разорвало главную радиостанцию. А малые станции не обеспечивали дальней связи. Комбриг не мог отправить свои координаты и вовремя попросить поддержки. А враг, опомнившись и разобравшись в обстановке, около одиннадцати часов утра атаковал бригаду.
Из леса, южнее села Великие Коровинцы, вели наступление 23 танка и до полка пехоты. С юга и с востока наступали ещё два полка с десятком танков. Бригада Владимира Луппова попала в окружение противника, превосходившего её по силе в пять раз. Бой был беспримерен по героизму. Пушки вступали в единоборство с танками врага. Солдаты с минами и гранатами бросались на танки. Сапёры под огнём противника ставили минные заграждения.
К полудню враг ворвался на западную окраину села. Полковник Владимир Луппов контратаковал с пятью танками и батальоном мотострелков, сам бежал впереди батальона. Противника удалось выбить.
Обстановка усложнялась. Силы бригады таяли. То в одном, то в другом месте гитлеровцы врывались в Рачки. Особенно жестокий бой разгорелся на юго-западной окраине села в два часа дня: в наступление пошёл целый полк пехоты вражеской при поддержке 20 танков. Владимир Васильевич вступил в неравный бой. В это время уже был слышен шум сражения севернее села Рачки, где наступали части корпуса. Комбриг понимал, что бой будет выигран, если он сумеет продержаться до наступления темноты. Он продолжал сражаться и после того, как в 3 часа танк загорелся.
Танк Владимира Луппова остановился после того, как снарядом перебило гусеницу и пробило борт. Из горящей машины выбрался только раненый механик-водитель. Ординарец комбрига бросился к танку и вытащил его оттуда раненого и лежащего без сознания. Через 10 минут полковник скончался. Бригада при содействии частей 9-го механизированного корпуса ночью вышла из окружения. Рейд по тылам противника имел важное значение. Бригада отвлекла на себя половину сил группировки врага, собранной для контрудара, который нацистскому командованию осуществить не удалось.
Был похоронен в Бердичеве, позднее перезахоронен на Новодевичьем кладбище в Москве на участке 4.
Представлен к награждению званием Героя Советского Союза за умелое командование в маневренных боях, нанесение врагу большого урона в живой силе и технике и проявленные при этом мужество, смелость и отвагу. Указом Президиума Верховного Совета СССР «О присвоении звания Героя Советского Союза генералам, офицерскому, сержантскому и рядовому составу Красной Армии» от 10 января 1944 года за «образцовое выполнение боевых заданий командования на фронте борьбы с немецко-фашистскими захватчиками и проявленные при этом отвагу и геройство» был удостоен посмертно звания Героя Советского Союза.
Постановлением Совета народных комиссаров от 11 марта 1944 года № 274 Владимиру Васильевичу Луппову посмертно было присвоено звание генерал-майора.